# 造厄娃

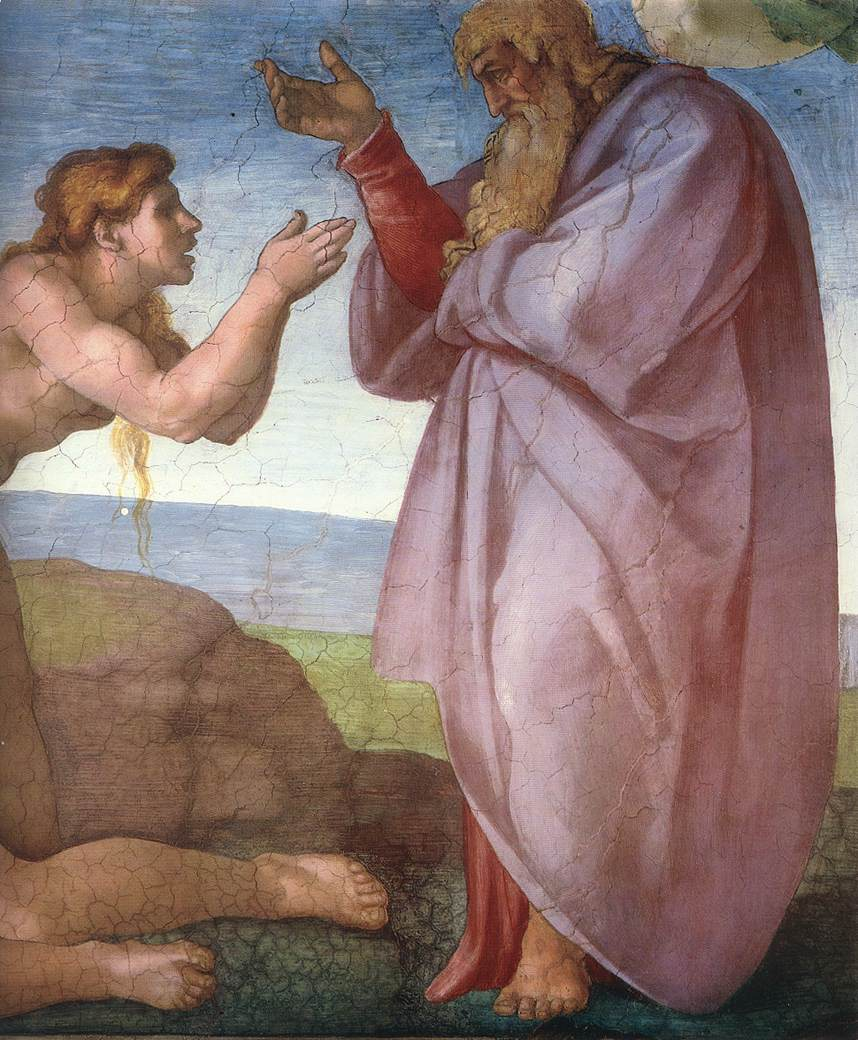

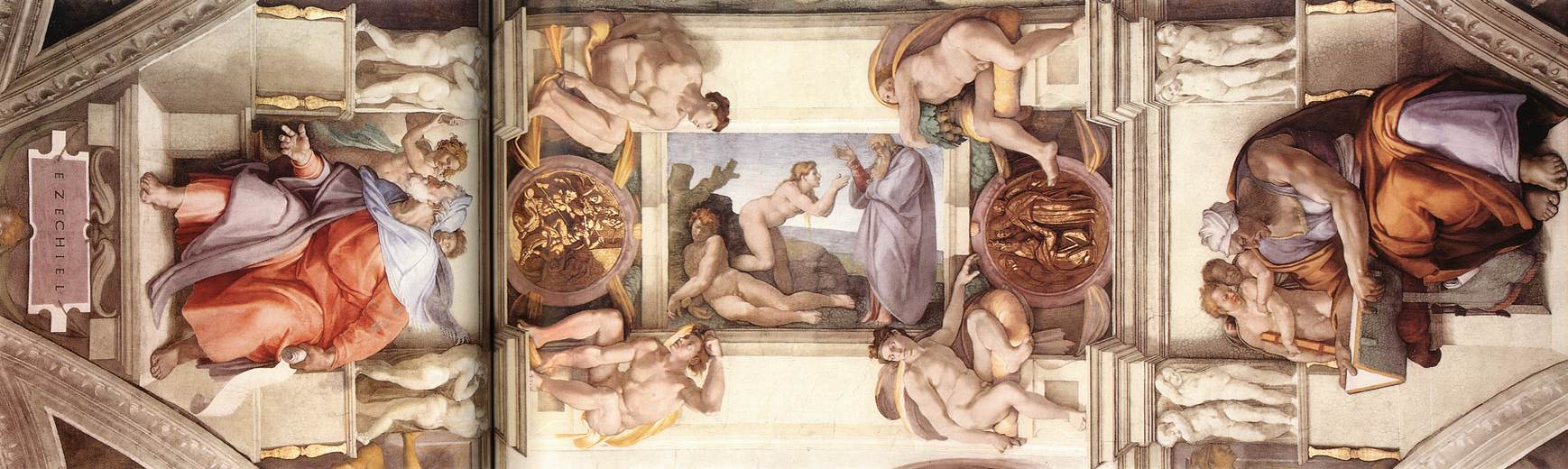

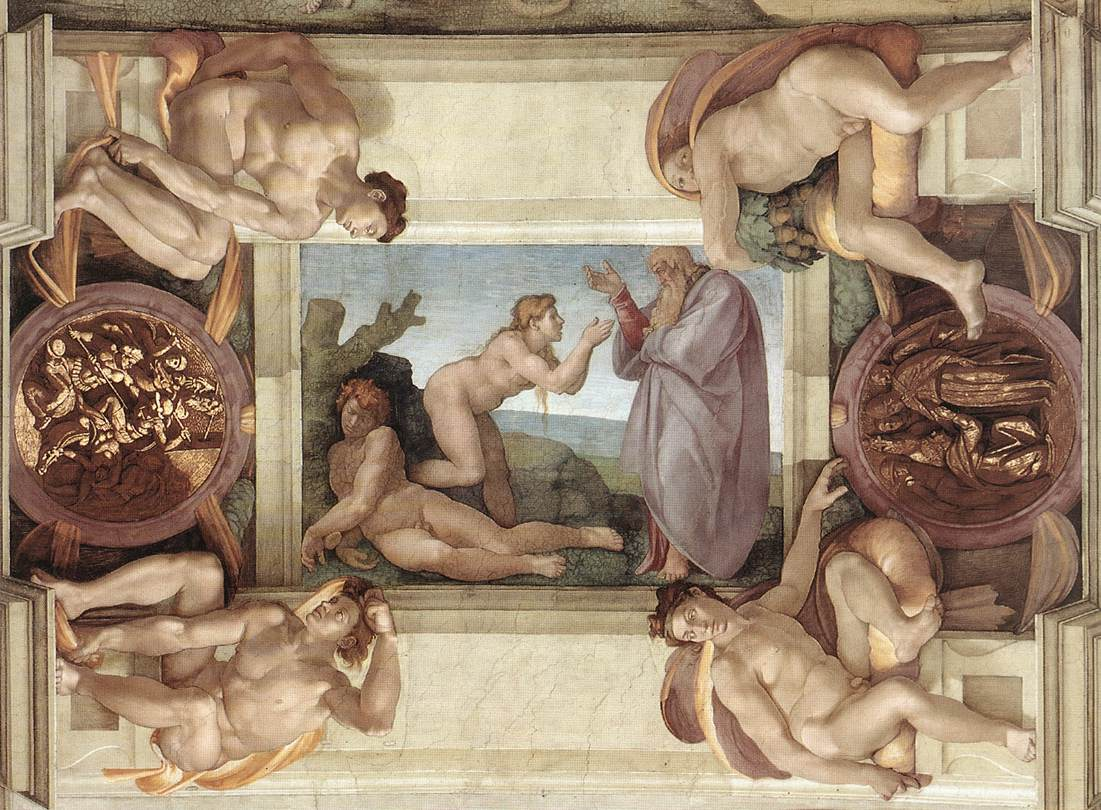

《造厄娃（夏娃）》（Creazione di Eva）是西斯汀小堂天花板上米开朗基罗的九幅创世记湿壁画之一，尺寸为170x260 cm。绘制于1511年。订制者为儒略二世。
画中亚当躺在左下角，与夏娃身体的上升方向大致垂直。上帝穿着一件紫色的大斗篷，举起右臂，夏娃从睡着的亚当身上出来，握着双手。构图采用一系列垂直和平行的线条：亚当的身体与岩石边缘和上帝的手臂平行，而夏娃的身体则是亚当伸展手臂的延续。三位主角的头部安排在穿过整个画面的对角轴线上。亚当的身体看起来像青少年，不同于“原罪”一画中的成年。

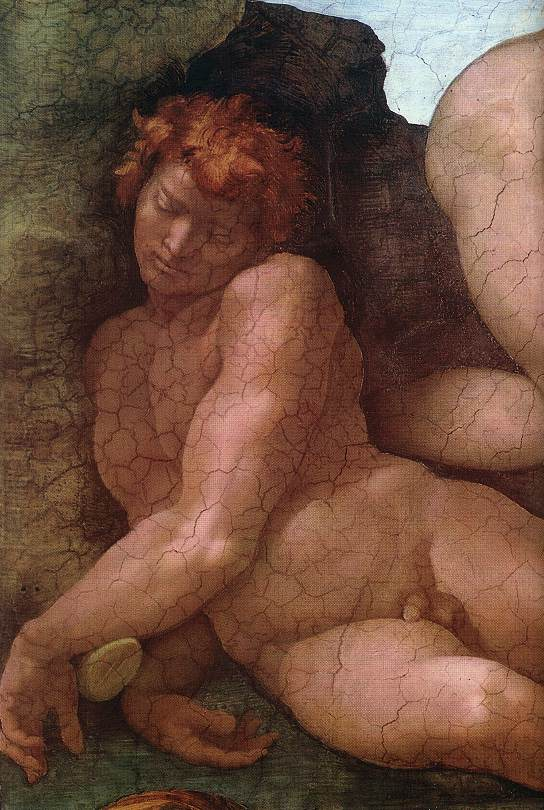
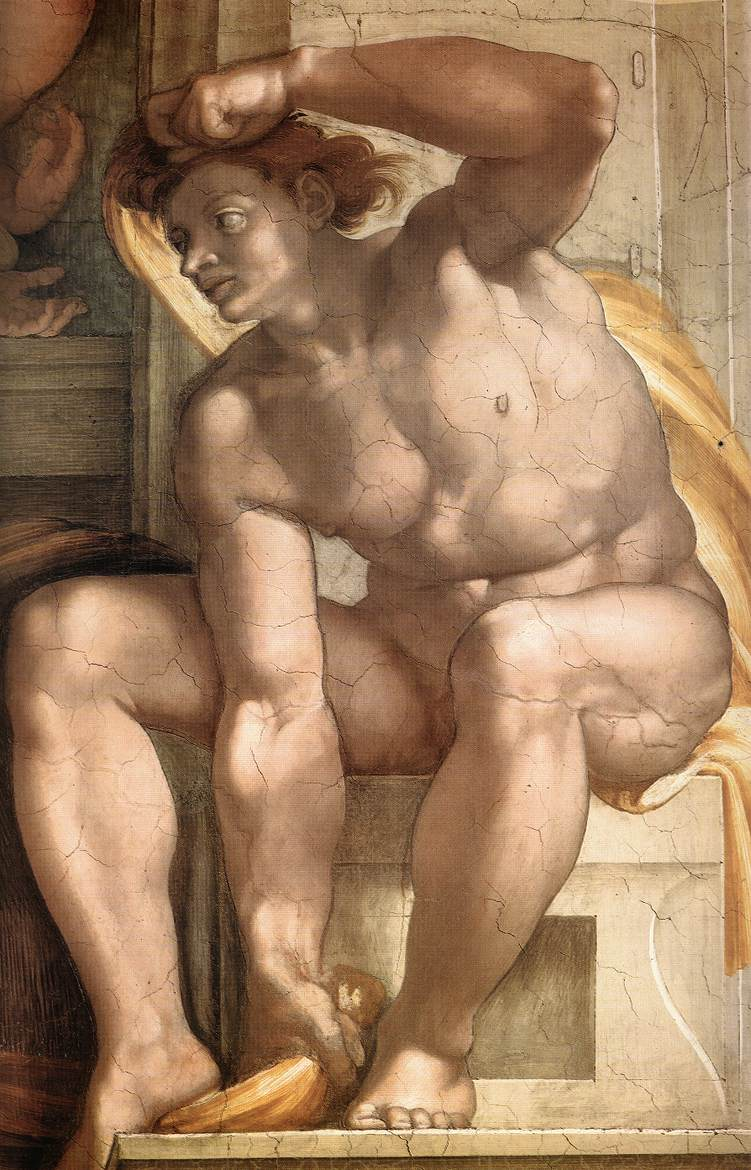
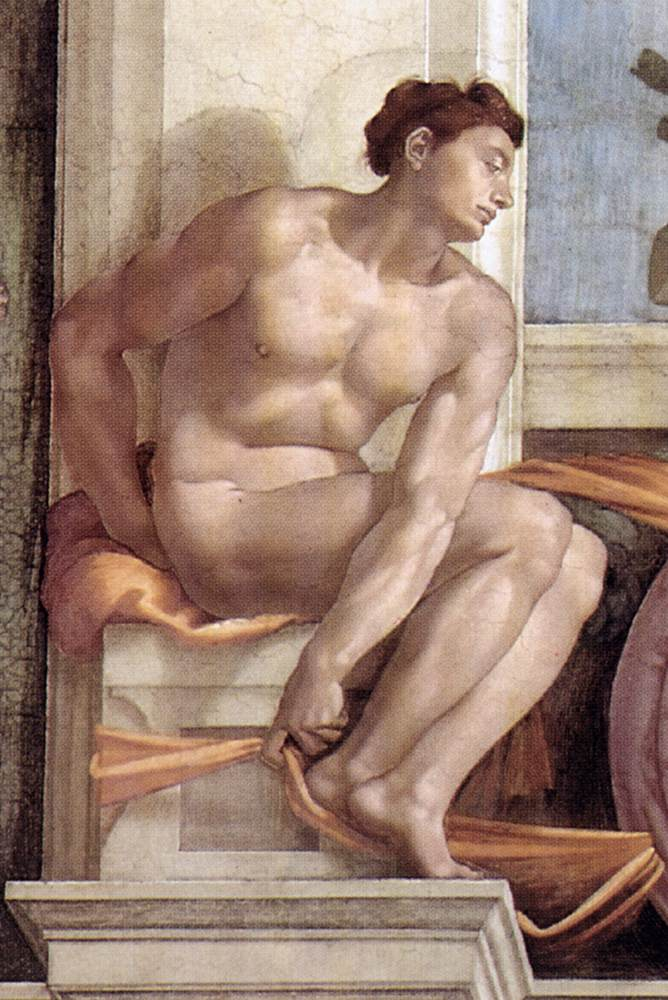
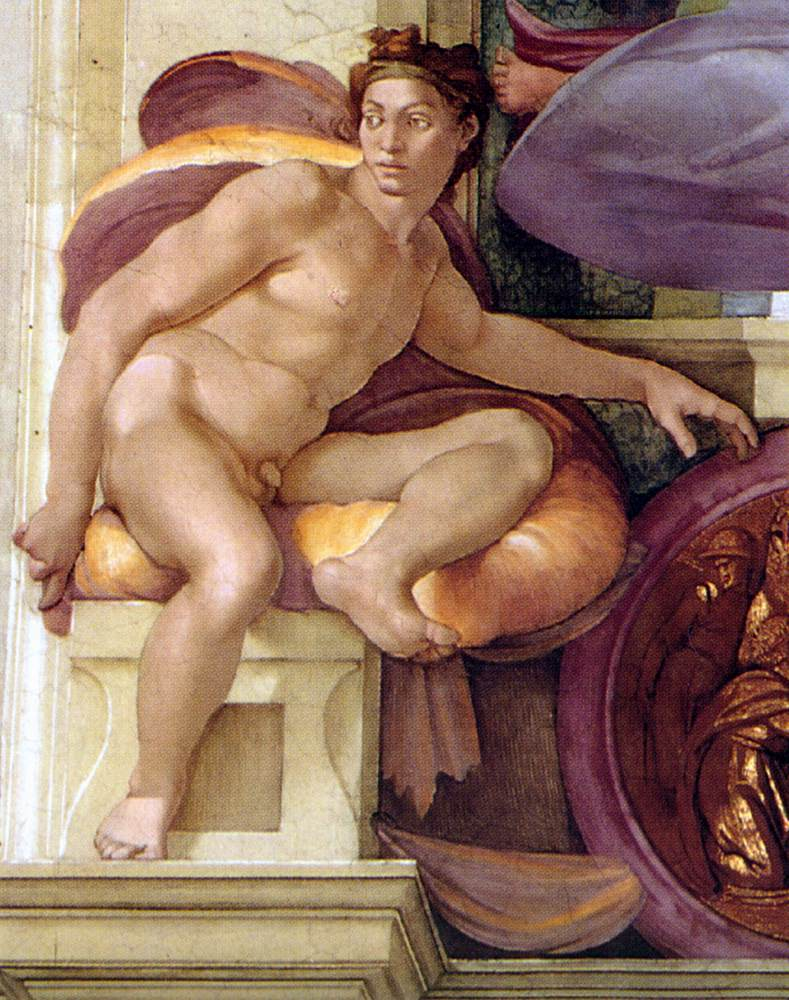
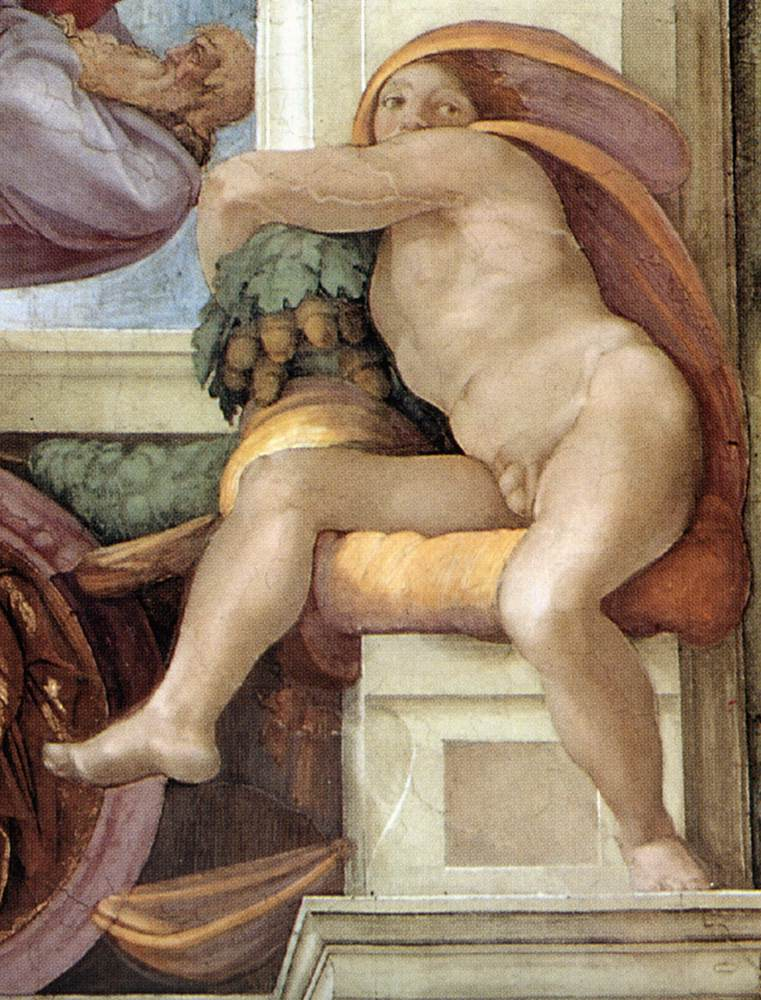